# Grabostów (powiat bełchatowski)
Grabostów – wieś w Polsce położona w województwie łódzkim, w powiecie bełchatowskim, w gminie Zelów.
W latach 1975–1998 miejscowość należała administracyjnie do województwa piotrkowskiego.
Miejscowość wchodzi w skład sołectwa Grabostów.
Sołectwo jest częścią parafii Świętego Teodora Męczennika i Najświętszego Serca Pana Jezusa w Kociszewie.